# Nyakékes álszajkó
A nyakékes álszajkó (Garrulax monileger) a madarak osztályának verébalakúak (Passeriformes) rendjébe és a Leiothrichidae családjába tartozó faj.

## Rendszerezése
A fajt Brian Houghton Hodgson  írta le 1836-ban, Cinclosoma nembe Cinclosoma monilegera néven.

## Alfajai
- Garrulax monileger badius Ripley, 1948
- Garrulax monileger fuscatus E. C. S. Baker, 1918
- Garrulax monileger melli Stresemann, 1923
- Garrulax monileger monileger (Hodgson, 1836)
- Garrulax monileger mouhoti Sharpe, 1883
- Garrulax monileger pasquieri Delacour & Jabouille, 1924
- Garrulax monileger schauenseei Delacour & Greenway, 1939
- Garrulax monileger schmackeri Hartlaub, 1898
- Garrulax monileger stuarti Meyer de Schauensee, 1955
- Garrulax monileger tonkinensis Delacour, 1927[2]

## Előfordulása
Dél- és Délkelet-Ázsiában, Banglades, Bhután, Kambodzsa, Kína, India, Laosz, Mianmar, Nepál, Thaiföld és Vietnám területén honos.
Természetes élőhelyei a szubtrópusi vagy trópusi síkvidéki és hegyi esőerdők, mérsékelt övi erdők és cserjések. Állandó, nem vonuló faj.

## Megjelenése
Testhossza 24-31,5 centiméter, testtömege 56-135 gramm.

## Életmódja
Gerinctelenekkel, kisebb gyíkokkal, bogyókkal, kisméretű gyümölcsökkel és magvakkal táplálkozik.

## Természetvédelmi helyzete
Az elterjedési területe rendkívül nagy, egyedszáma viszont csökkenő, de még nem éri el a kritikus szintet. A Természetvédelmi Világszövetség Vörös listáján nem fenyegetett fajként szerepel.